# Двигун Opel Ecotec

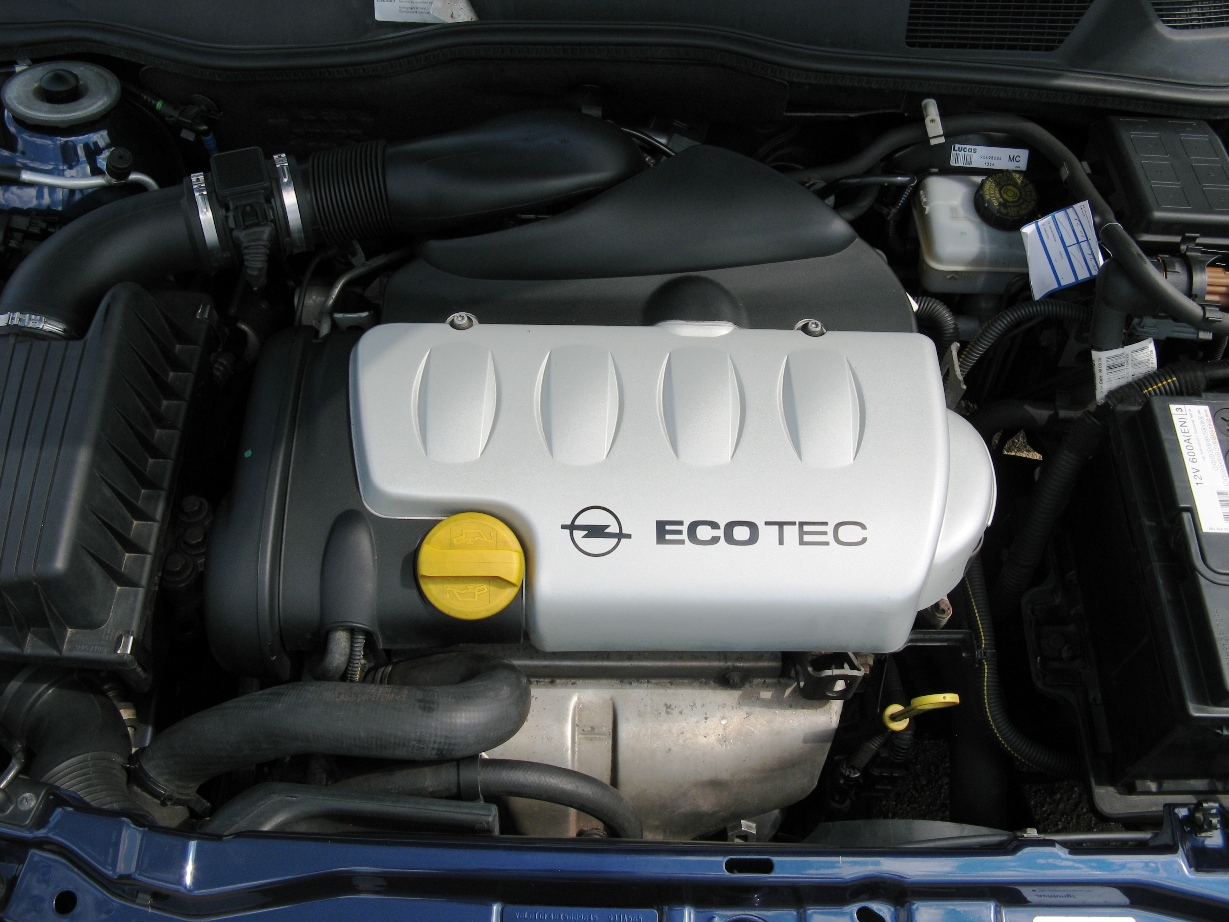
Двигун Opel X18XE1

Ecotec (торгова марка ECOTEC, скорочення від 'Emissions Control Optimization TEChnology') належить корпорації General Motors (GM) і відноситься до серії технологій екологічних стандартів, які були здійснені в цілому ряді двигунів GM. 

## Опис
Позначення ECOTEC може використовуються дизельних і бензинових двигунів внутрішнього згоряння, вироблених General Motors:
- Ecotec Family 0 - чотирициліндровий двигун DOHC.
- Ecotec Family 1 - SOHC / DOHC двигуни Adam Opel AG, GM Korea і GM Brasil.
- Ecotec Family II - SOHC / DOHC двигуни Adam Opel AG, Holden і GM Brasil.
- Ecotec L850 - DOHC двигуни Adam Opel AG, GM Powertrain US і Saab.
- Ecotec V6 - версія Series II 3800 V6 двигунів, випущені Holden Engine Company між 1995 і 2004 роками.
- CDTI (Common Rail Diesel Turbo Intercooled) Ecotec - дизельні двигуни системи common rail для автомобілів Opel / Vauxhall.
- VCDi Ecotec - дизельні двигуни системи common rail для автомобілів Chevrolet і Holden, виготовлені в GM Korea (і ліцензовані в VM Motori RA 420 SOHC і Family Z).
- DTI (Diesel Turbo Intercooled) Ecotec - дизельні двигуни для автомобілів Opel/Vauxhall і Isuzu
- SIDI (Spark Ignition Direct Injection) Ecotec - бензинові двигуни виготовлені для Adam Opel AG
- Ecotec3 - це ім'я використовується General Motors для двигунів V6 - 4.3L і V8 - 5,3 або 6,2 літра.

Двигуни сімейства Ecotec були розроблені на базі лабораторії фірми Lotus, відомої своїми досягненнями в автоспорті. У моделях може бути присутнім система зміни геометрії впускного колектора (англ. Variable Intake System, VIS), або система Twinport - зміни перетину каналу впускного колектора.
В оновленні лінійки двигунів Ecotec, спостерігається спокійна модернізація. Так наприклад, двигуни 1.8 літра: X18XE, Z18XE, Z18XEL, Z18XER, Z18XEQ A18XER, мають одним діаметром циліндрів (80.5 мм), єдиним відстанню між ними (86 мм), однаковою висотою блоку, однаковим ходом поршня (88.2 мм), єдиної ступенем стиснення (10,5 кгс/см2) і безліччю інших загальних параметрів і вузлів, що спрощує масове виробництво.
У напрямку модернізацій відзначаються такі основні зміни: - підвищення потужності і максимального крутного моменту, при збільшеній частоті обертання, зі збереженням її максимального значення; - Підвищення екологічного стандарту; - Відмова від системи електронного управління рециркуляції вихлопних газів EGR; - Впровадження пристроїв фазування розподільних валів; - Перехід від звичайного розподіленого уприскування до безпосереднього.